# Turbopropulseur
Ne doit pas être confondu avec Turboréacteur.
Pour des articles plus généraux, voir Propulsion des aéronefs et Moteur à réaction.
Un turbopropulseur est un système de propulsion dont l'énergie est fournie par une turbine à combustion et dont la poussée principale est obtenue par la rotation d'une hélice multi-pales.

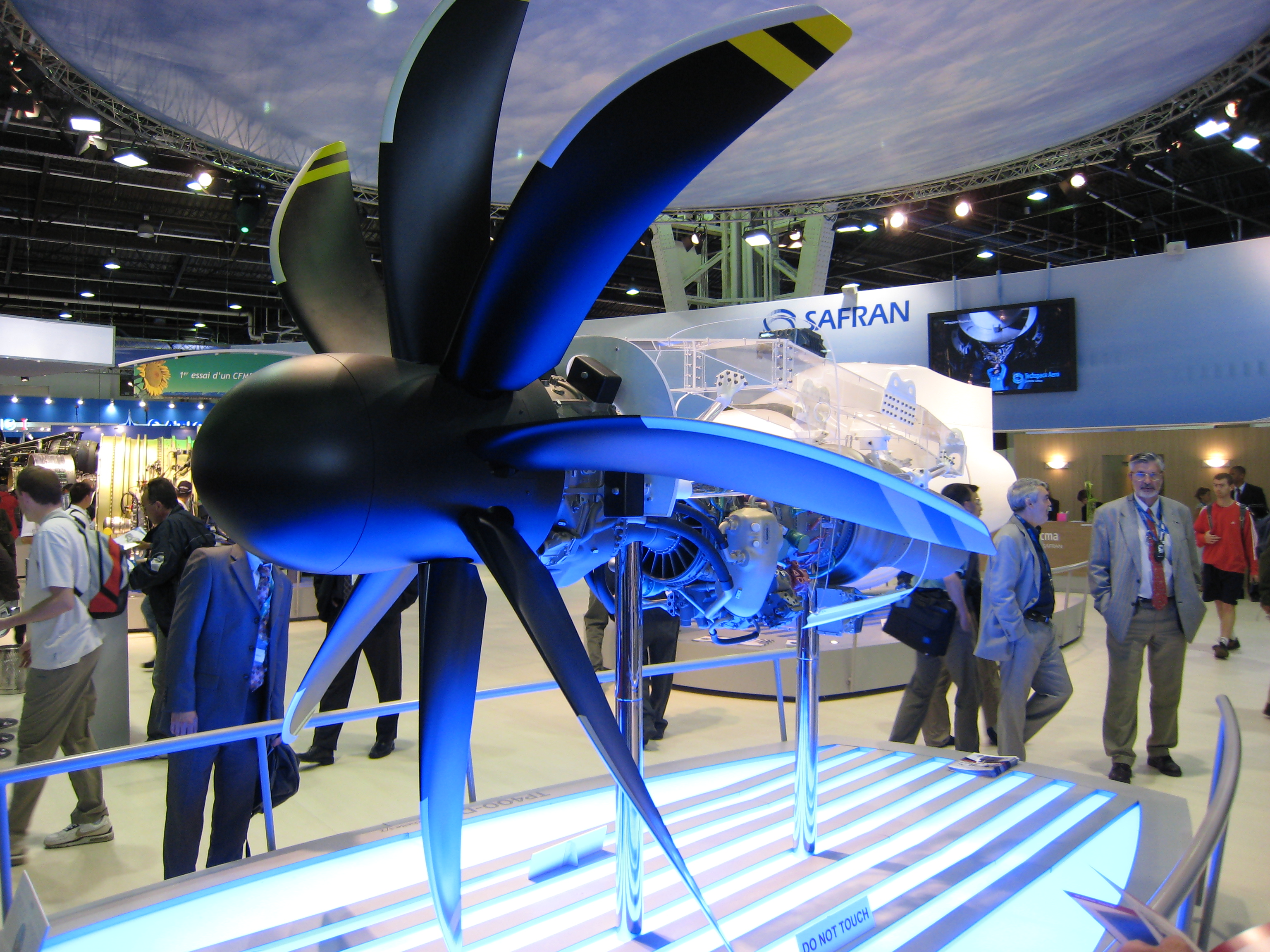
L'EuroProp International TP400-D6, turbopropulseur destiné à l'Airbus A400M.

## Étymologie
Le terme français « turbopropulseur » est composé de turbo (désignant la turbine à combustion) et du mot propulseur, ce qui décrit bien ce mot de propulsion.

## Historique
Alan Arnold Griffith publia un article sur la conception des turbines en 1926. Des travaux ultérieurs de la Royal Aircraft Establishment étudièrent des conceptions de turbines axiales pouvant être utilisées pour alimenter un arbre, puis une hélice. À partir de 1929, Frank Whittle a commencé à travailler sur des modèles de turbines centrifuges capables de fournir une poussée pure par jet.
Le premier turbopropulseur au monde a été conçu par l'ingénieur mécanicien hongrois György Jendrassik. Jendrassik a publié l'idée sur les turbopropulseurs en 1928 et, le 12 mars 1929, il a breveté son invention. En 1938, il construisit une turbine à combustion expérimentale de petite taille (100 HP ; 74,6 kW). Le plus grand Jendrassik Cs-1, avec une puissance prévue de 1 000 ch, a été fabriqué et testé aux Compagnies Ganz de Budapest entre 1937 et 1941. Il était conçu de manière à flux axial avec 15 étages de compresseur et 7 étages de turbine, une chambre de combustion annulaire et autres caractéristiques modernes. Initialement lancé en 1940, les problèmes de combustion limitaient sa puissance à 400 ch. En 1941, le moteur a été abandonné en raison de la guerre et l'usine a été confiée à la production de moteurs conventionnels. Le premier moteur à turbopropulseur au monde à être fabriqué en série a été conçu par un ingénieur allemand, Max Adolf Mueller, en 1942.

### Avions équipés
De nombreux aéronefs utilisent ce mode de propulsion, plus économe en carburant qu'un turboréacteur pour les vitesses de croisière moyennes.
On le trouve, entre autres, sur de gros aéronefs comme sur le bombardier Tupolev Tu-95, l'avion moyen courrier ATR 72 ou l'avion de transport militaire A400M qui peut atteindre 882 km/h (Mach 0,72) . D'autres aéronefs plus légers comme l'avion de transport Cessna 208 Caravan ou les avions d'entrainement militaire Pilatus PC-21 et TAI Hürkus possèdent un turbopropulseur, leur permettant d'atteindre aisément des vitesses de l'ordre de 300 km/h pour le Cessna, 574 km/h pour le Hürkus et 685 km/h pour le Pilatus.
Plusieurs entreprises aéronautiques produisent des avions à turbopropulseur, notamment Antonov, ATR, Canadair, CASA, Beechcraft, Embraer , Pilatus Aircraft, Daher et Viking Air.

## Utilisation
Le turbopropulseur est particulièrement adapté aux avions dont la vitesse de croisière est comprise entre 300 et 800 km/h. Au-delà, la baisse du rendement aérodynamique de l'hélice, liée à l'écoulement transsonique ou supersonique en bout de pale, conduit à préférer le turboréacteur.

## Principe
Le turbopropulseur est une turbomachine dont le fonctionnement est proche de celui d'un turboréacteur, bien que leur conception poursuive un objectif diamétralement opposé :
- un turboréacteur doit produire le maximum de poussée en éjectant le maximum de gaz à la vitesse la plus élevée possible, par la tuyère ;
- un turbopropulseur doit fournir le maximum de puissance pour la mise en rotation d'une hélice tout en perdant le minimum d’énergie dans les gaz d'échappement, afin de produire le déplacement d'un gros volume d'air le plus efficacement possible. Il est donc très similaire au fonctionnement du turbomoteur équipant les hélicoptères[11], avec les mêmes contraintes de vitesse maximum en bout de pale[b].

Par sa conception, le turbopropulseur obtient le maximum d'énergie possible pour faire tourner l'arbre de l’hélice, les gaz d'échappement ayant une température relativement faible et une vitesse d'éjection très réduite. Cette rotation de l'arbre moteur est renvoyée vers l'hélice au travers d'un réducteur mécanique. La poussée résiduelle d'échappement des gaz est faible (moins de 10 %), la majeure partie de la poussée étant produite par l'hélice avec un bien meilleur rendement qu'un réacteur classique, mais avec l'inconvénient de ne pas pouvoir approcher les vitesses supersoniques, du fait du risque de dépasser la vitesse du son en bout de pale d’hélice.

### Variantes de conception
Il existe des turbopropulseurs à turbine liée et d'autres à turbine libre. Dans le premier cas, la même partie tournante (turbine et arbre) s'occupe à la fois d'entrainer le compresseur (ou l'un des deux compresseurs) et de motoriser l'hélice, via un réducteur. Dans un turbopropulseur à turbine libre, il y a une turbine séparée, chargée uniquement de fournir  l'énergie mécanique à l'hélice. Il n'y a donc aucun lien mécanique entre l'hélice et les parties centrales du moteur. Si elle est plus complexes, l'architecture à turbine libre présente des avantages. En particulier, un turbopropulseur à turbine libre demande moins d'apport d'énergie pour le démarrage, car il ne faut mettre en rotation que les parties internes du moteur, et non l'hélice.
Comme le nombre de degrés de liberté des turbopropulseurs à turbine liée et à turbine libre n'est pas le même, le nombre d'instruments moteurs n'est pas nécessairement le même, non plus. Par exemple, dans le cas d'un PT6A, à turbine libre, il est nécessaire de connaitre à la fois la vitesse de rotation du générateur de gaz d'une part (désignée habituellement par "N1") et d'autre part la vitesse de rotation de l'hélice (désignée habituellement par "N2" ou "RPM").
Comme pour les turboréacteurs, on distingue des turbopropulseurs à arbre unique ou à deux arbres. Dans le premier cas, un seul arbre relie l'ensemble des turbines et l'ensemble des compresseurs. Dans le deuxième cas, il existe deux arbres coaxiaux et non reliés mécaniquement, l'un reliant le compresseur basse pression à la turbine basse pression, l'autre, tournant à un régime plus élevée, relie les composants haute pression. La structure à deux arbres permet d'obtenir de plus haut taux de compression.
A titre d'exemple, le Rolls-Royce RB.53 Dart est à arbre unique et turbine liée. Toutes les parties tournantes fonctionnent donc au même régime (environ 15 000 rpm), et une réduction de rapport 10:1 entraîne l'hélice. Le Europrop International TP400 possède un générateur de gaz à deux arbres, plus une turbine libre. Les parties tournantes sont donc réparties en trois ensembles mécaniquement indépendantes, tournants à des régimes différents.

Principe de fonctionnement d'un turbopropulseur à turbine liée.
Passage de l'air dans un turbopropulseur en fonctionnement.
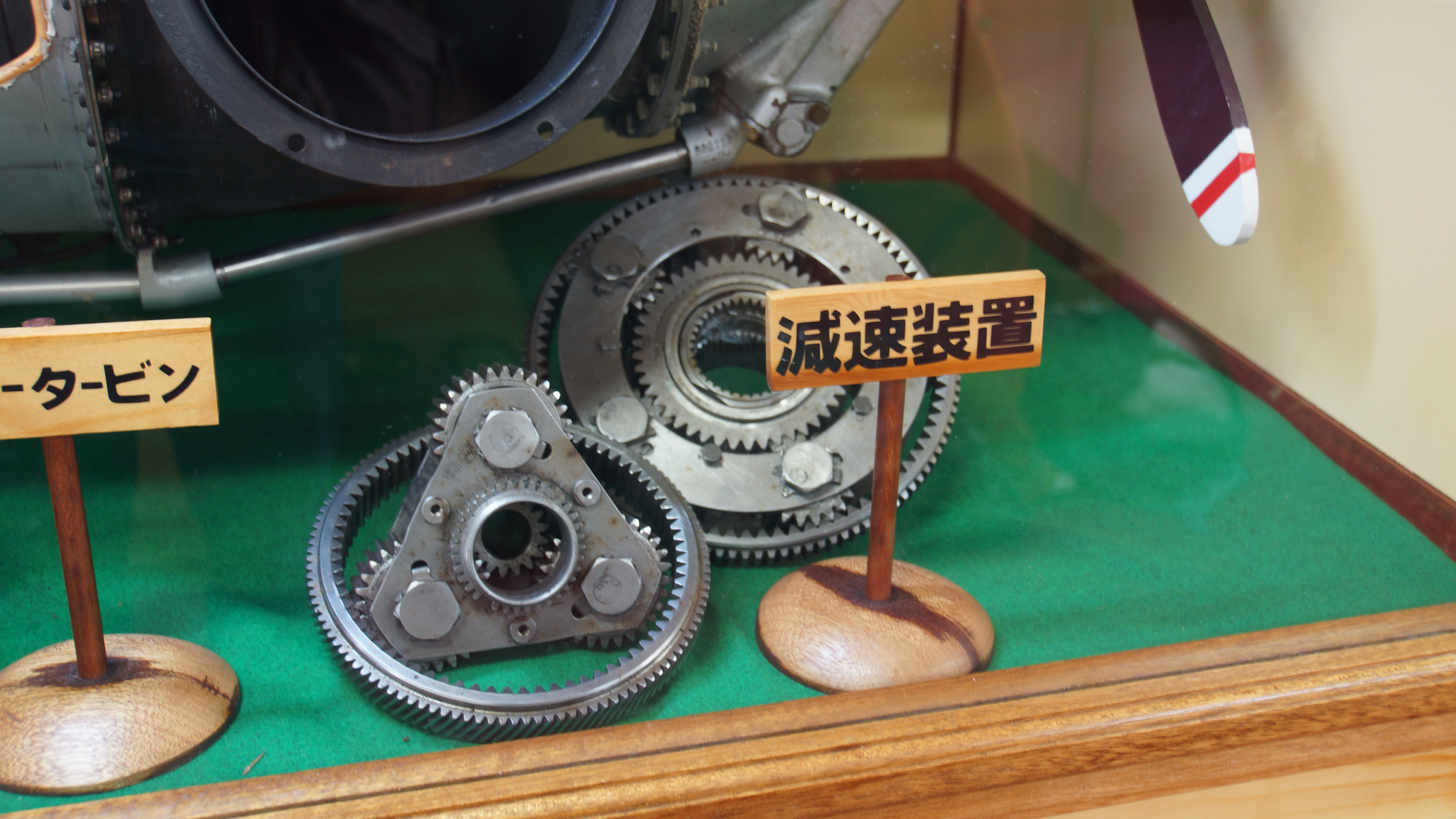
Réducteur mécanique d'un PT6A (Train épicycloïdal).
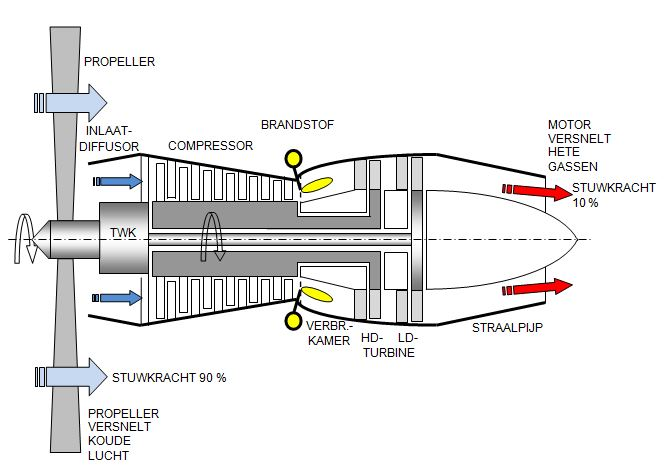
principe d'un turbopropulseur à turbine libre.

### Eléments partagés avec les turboréacteurs
La partie générateur de gaz d'un turbopropulseur utilise les mêmes éléments qu'un turboréacteur. Ainsi, pour réduire les coûts de développement et profiter d'économies d'échelle sur les pièces, certains turbopropulseurs ont été conçus à partir de turboréacteurs, ou inversement. Ainsi, le Rolls-Royce AE 2100 (qui équipe notammet les C-130J Super Hercules) utilise les mêmes parties internes que le réacteur pour aviation d'affaires Rolls-Royce AE 3007.

## Calcul de la puissance
Un turbopropulseur fournit une puissance pour faire tourner l’hélice, tandis que le turboréacteur fournit une poussée.
L'hélice étant en rotation, on connaît son régime (en tours par minute par exemple), et son couple ce qui permet d'en déduire la puissance fournie d'après la formule :
{\displaystyle P={\vec {C}}\cdot {\vec {\Omega }}}
Avec :
- {\displaystyle P} : la puissance (en W).
- {\displaystyle {\vec {C}}} : le couple (en N·m),
- {\displaystyle {\vec {\Omega }}} : la vitesse de rotation (en rad/s),

Si l'on souhaite obtenir la puissance {\displaystyle P} en chevaux (ch), on utilisera le régime de rotation {\displaystyle N} en tr/min, et le couple {\displaystyle C} en mètre-kilogramme (m · kg), ainsi qu'une constante : 
{\displaystyle P={\frac {C\cdot N}{716,5}}}

## Entreprises fabriquant des turbopropulseurs

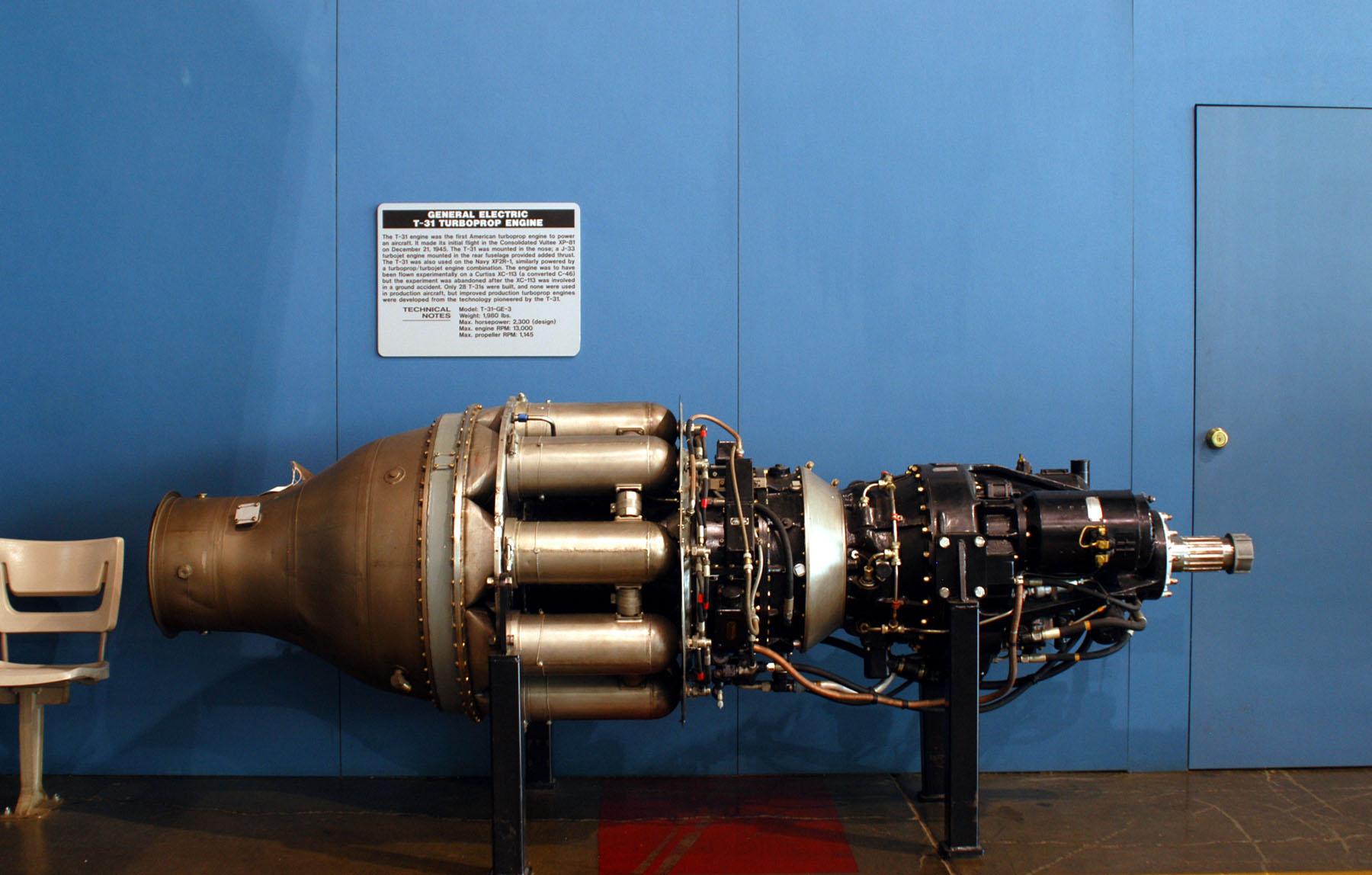
Le General Electric T31, à turbine liée, premier turbopropulseur testé sur banc d'essai.

Principales entreprises fabriquant des turbopropulseurs :
- Canada
  - Pratt & Whitney Canada
- États-Unis
  - General Electric
  - Pratt & Whitney
  - Garrett puis Honeywell avec leur TPE331
- Tchéquie
  - Walter et son M601
- Ukraine
  - Ivtchenko-Progress ZMKB
- Royaume-Uni
  - Rolls-Royce
- France
  - Safran Aircraft Engines[16] ou Safran Helicopter Engines